# Clinopodium barosmum
Clinopodium barosmum — вид квіткових рослин з родини глухокропивових (Lamiaceae).

## Поширення
Ендемік пд.-цн. Китаю (Юньнань).
Росте кам'янистих пасовищах і на виступах вапнякових скель у горах на пн. вигину Янцзи.

## Синоніми
Calamintha barosma W.W.Sm.
Micromeria barosma (W.W.Sm.) Hand.-Mazz.
Satureja barosma (W.W.Sm.) Kudô